# Fred Groves
Fred Groves (1880–1955) foi um ator de cinema britânico.

## Filmografia selecionada
- Maria Marten (1913)
- The Idol of Paris (1914)
- The Loss of the Birkenhead (1914)
- The Suicide Club (1914)
- Florence Nightingale (1915)
- The Firm of Girdlestone (1915)
- The Manxman (1917)
- The Labour Leader (1917)